# My One and Only Thrill
My One and Only Thrill è il secondo album discografico in studio della cantautrice jazz statunitense Melody Gardot, pubblicato nel 2009 che arriva in prima posizione nella Sverigetopplistan per quattro settimane, in seconda nella classifica Jazz Albums e nella VG-lista, quarta nella Syndicat national de l'édition phonographique e nella Germany Albums, quinta nella Ultratop 50 e nella IFPI Greece e nona in Danimarca vendendo più di un milione e mezzo di copie.
Il singolo Baby I'm A Fool arriva quinto in Svezia e decimo in Norvegia.

## Tracce
Testi e musiche di Melody Gardot, tranne dove indicato.
1. Baby I'm a Fool – 3:30
2. If the Stars Were Mine – 2:48
3. Who Will Comfort Me – 4:56
4. Your Heart Is As Black As Night – 2:42
5. Lover Undercover – 4:24
6. Our Love Is Easy (Gardot, Jesse Harris) – 5:28
7. Les Etoiles – 3:18
8. The Rain (Gardot, Harris) – 3:21
9. My One and Only Thrill – 6:10
10. Deep Within the Corners of My Mind – 3:19
11. Over the Rainbow (Harold Arlen, Yip Harburg) – 4:33
12. If the Stars Were Mine (Orchestral Version) – 3:13